# زروک‌ماهیان
زَروک‌ماهیان (Scatophagidae) خانواده‌ای از ماهیان هستند.
از این خانواده یک گونه به نام زروک (scatophagus argus) در آب‌های جنوبی ایران زندگی می‌کند.
این ماهی نیز از خانواده ی لب شور ها است که توانایی در اب شیرین نمکی و در اب شور را دارد و به عنوان یک ماهی زینتی به فروش میرسد
اسکات ها اکثراً به رنگ سبز بوده و یکمی تند خو میباشند.